# Casa Noastră - QFORT
Casa Noastră este o companie cu capital românesc, fondată în anul 1995 în Craiova, de către omul de afaceri Ștefan Cherciu. Compania se ocupă cu producția și comercializarea produselor de tâmplărie termoizolantă sub brandul QFORT, fiind unul dintre cei mai importanți producători locali din România pe această piață și unul dintre cei mai mari zece exportatori cu capital românesc. Casa Noastră activează atât în România, cât și în Italia, Franța, Austria, Germania, Elveția, Olanda, Belgia și Spania. În Italia, Franța și România, Casa Noastră are și rețele de distribuție.
Casa Noastră produce ferestre și uși din PVC și geam termoizolant, sub brandul QFORT, în fabrica din localitatea Pielești, de lângă Craiova, județul Dolj, începând cu anul 2007. Fabrica numără astăzi peste 1300 de angajați.

## Istoric
1995: compania Casa Noastră a fost fondată de către Ștefan Cherciu, având ca obiect de activitate vânzarea bunurilor de folosință generală, precum haine și telefoane.
2004: deschiderea primei linii de fabricație de produse de tâmplărie termoizolantă (ferestre și uși din PVC).
2006: crearea brandului QFORT, de către agenția de branding Brandient.
2007: începerea producției în fabrica din localitatea Pielești, de lângă Craiova.
2008: lansarea brandului QFORT pe piață.
2009: începerea exporturilor de tâmplărie termoizolantă pe piețe externe.
2011: participarea la primul târg MadExpo din Milano.